# Pyramidkoffertfisk
Pyramidkoffertfisk (Tetrosomus gibbosus) är en fiskart som först beskrevs av Carl von Linné 1758.  Pyramidkoffertfisk ingår i släktet Tetrosomus och familjen koffertfiskar. IUCN kategoriserar arten globalt som livskraftig. Inga underarter finns listade i Catalogue of Life.